# Massereene
Massereene är en ort i Nordirland. Området har en majoritet av lojalister/protestanter men det var här medlemmar från Real IRA sköt två brittiska soldater till döds och skadade civila år 2009.